# Habitatge a la rambla Just Oliveras, 46 (l'Hospitalet de Llobregat)
L'habitatge a la rambla Just Oliveras, 46 és un edifici protegit com a bé cultural d'interès local a l'Hospitalet de Llobregat (Barcelonès).

## Descripció
És un edifici d'habitatges entre mitgeres, amb planta baixa i dos pisos. A la part baixa hi ha tres obertures, mentre que al segon pis hi ha un balcó corregut amb dues finestres i al tercer pis hi ha dos balcons independents. La façana està decorada amb rajoles de dos colors que fan un escaquer.